# Kossuth Lajos utca (Budapešť)
Kossuth Lajos utca je ulice v hlavním městě Maďarska, Budapešti. Leží v samotném středu města, v pátém obvodě. Spojuje Františkánské náměstí (maďarsky Ferenciek tere) s vnitřním okruhem u stanice metra Astoria. Je dlouhá

## Název
Ulice nese název po maďarské historické osobnosti Lajosi Kossuthovi.

## Historie
Původně se v tomto místě nacházela Hatvanská ulice (podle města Hatvan, ležícího východně od Budapešti). Nacházela se zde také Hatvanská brána, která byla zbořena. Ulice samotná byla později rozšířena, což umožnilo vznik současné třídy. Rozšířeno bylo i navazující Františkánské náměstí. Zaniklo původní náměstí Kígyó tér a několik přilehlých ulic. Důvodem byla výstavba Alžbětina mostu, díky čemuž byl předpokládán nárůst dopravy. Nové uspořádání a ulice ve své délce až k Dunaji bylo dokončeno v roce 1903. Během první světové války nebo někdy před ní byly zavedeny na této třídě tramvaje, jejich provoz zde byl ukončen krátce po válce druhé světové.

## Doprava
Kossuth Lajos utca je nejrušnější třída v centru města. Dělí střed Pešti na dvě části (severní a jižní).

## Významné objekty
- Kostel svatého Petra
- Františkánský bazar
- Astoria